# Сюй Гу
Сюй Гу (虚谷, 1824 —1896) — китайський художник часів династії Цін.

## Життєпис
Народився 1824 року у м. Сін'ань (провінція Аньхой). При народженні носив ім'я Чжу Сюбай. Під час Тайпінського повстання він був військовим чиновником у Цінському уряді. Глибоко розчарувавшись в тому, що відбувається, Чжу Сюбай залишив свою посаду і постригся в буддійські ченці під ім'ям Сюй Гу. З тих пір цей він регулярно мандрував між Янчжоу і Шанхаєм, заробляючи на життя продажем своїх картин.

## Творчість
У живописі основною спеціалізацією були жанр «квіти і птахи», хоча пейзажі і портрети йому також непогано вдавалися. Манера письма характеризувалася чергуванням безперервних і переривчастих ліній, а «колір» і «чорне» часто поєднувалися, виробляючи елегантний і гармонійний ефект. Його зрілий і вводночас дуже жвавий стиль помітно в роботі «Два журавля і квіти сливи».
Також Сюй Гу складав чудові вірші. Найвідомішою поемою є «Поезія Сю Гу-ченця».